# الوار
الوار (بالهندية: अलवर)‏ هي مستوطنة، في الهند، تقع في منطقة الوار ، وهي عاصمتها، بلغ عدد سكانها 315,379 نسمة وذلك حسب إحصائيات سنة 2011، رمزها البريدي هو 301001.